# Пан Жанле
Пан Жанле (на китайски: 潘展乐) е китайски плувец, световен и олимпийски рекордьор в дисциплината 100 метра свободен стил. Носител на два златни медала от олимпийските игри в Париж през 2024 година в дисциплините 100 метра свободен стил и 4х100 метра съчетано плуване.
Той е първият плувец в историята, който пада под 22 секунди на 50 метра свободен стил, под 47 секунди на 100 метра свободен стил и под 1:45 на 200 метра свободен стил.
На 31 юли 2024 година в Париж поставя световен рекорд на 100 метра свободен стил с време 46.40 секунди.

## Успехи

### Олимпийски игри
- – Париж 2024 – 100 м свободен стил
- – Париж 2024 – 4х100 м съчетано
- – Париж 2024 – 4х100 м съчетано смесена щафета

### Световни първенства
- – Доха 2024 – 100 м съчетано
- – Доха 2024 – 4х100 м свободен стил
- – Доха 2024 – 4х200 м свободен стил
- – Доха 2024 – 4х100 м свободен стил смесена щафета
- – Фукуока 2023 – 4х100 м съчетано